# Youcef Abdjaoui
Youcef Abdjaoui , cuyo nombre real es Mohand-Arezki Aliouche , nacido el 16 de diciembre de 1932 en Aït Allouane ( Akfadou ) y muerto el 28 de octubre de 1996 en París , es un cantante y músico argelino en lengua  Cabilia .

## Biografía
Youcef Abdjaoui nació el 16 de  diciembre  de 1932 en Aït Allouane, en el  municipio de Akfadou. Como todos los artistas de su generación, se entregó en cuerpo y alma a la música desde muy joven bajo el seudónimo de Youcef Abdjaoui. Fue visto por Cheikh Sadek Abdjaoui, quien le dio la oportunidad de hablar en las ondas de radio Soummam que ya transmitía en 1947. Diez años más tarde, grabó su primer disco en 1958 en Argel donde evocaba brillantemente la vida y sus caprichos. Un trabajo que lo alzó para ingresar con mérito en la orquesta de Amraoui Missoum como cantante y compositor y especialmente músico porque dominaba el mandole argelino y la guitarra acústica muy bien. Con el estallido de la guerra de liberación nacional , se unió al destacado grupo de Farid Ali con la que comenzó una gira en varios países europeos. Algunos hacen la guerra con fusiles, yo lo hago con mi guitarra, repitió. Después de la guerra, regresó al país donde fue responsable de una orquesta de música popular de la Cabilia en  Radio National  Channel II. Hasta 1969, cuando decidió regresar a Francia, donde había completado su carrera. El autor de Tiṭ d wul mxasamen, mcaraεen ɣef zzin. Está  omnipresente hoy en los corazones de todos los jóvenes que lo adoran, todos los que lo apreciaron en vida guardan esta herencia tan valiosa en un repertorio tan rico de más de 46 canciones.
En resumen, durante treinta años de carrera, Youcef Abdjaoui cantó especialmente sobre el amor que sentía por su primera esposa de Akfadou antes de que fueran separados por sus familias, así como sobre la juventud, la esperanza, la vida, el país, la traición, el nif (honor y dignidad) y la miseria. Tantos aspectos de este mundo.
Gravemente enfermo, Youcef Abdjaoui murió en París el 24 de octubre de 1996.

## Discografía
- 1958: Yettbin gana yellan d lefḥel
- 1969: Σuhdeɣ-k; A gma ad k-weṣṣiɣ; tiṭ d wul; nnif, Houria ...
- 1972: Yegguma wul
- 1985: Lhem deg wuxxam
- 1989: Qim kan qim (Homenaje a Lounès Matoub) )
- 1994: Ay Abrid Yettawin